# Euphorbia exigua subsp. merinoi
Euphorbia exigua subsp. merinoi é uma subespécie de planta com flor pertencente à família Euphorbiaceae. 
A autoridade científica da subespécie é M. Laínz, tendo sido publicada em Broteria 24: 141. 1955.

## Portugal
Trata-se de uma subespécie presente no território português, nomeadamente em Portugal Continental.
Em termos de naturalidade é nativa da região atrás indicada.

## Protecção
Não se encontra protegida por legislação portuguesa ou da Comunidade Europeia.